# Studio Ghibli
A Studio Ghibli, Inc. (株式会社スタジオジブリ; Kabusikigaisa Szutadzsio Dzsiburi) egy 1985-ben alapított japán filmstúdió. A vállalat logóján Totoro látható, Mijazaki Hajao Totoro – A varázserdő titka című filmjéből. A vállalat székhelye Koganeiben, Tokióban található. Egy időben a stúdió Kicsidzsódzsi, Muszasino, Tokió székhelyű volt.
Számos Studio Ghibli készítésű anime elnyerte az Animage Anime Grand Prix díját, többek között a Laputa – Az égi palota 1986-ban, a Totoro – A varázserdő titka 1988-ban és a Kiki – A boszorkányfutár 1989-ben. 2002-ben a Chihiro Szellemországban elnyerte az Arany Medvét és a legjobb animációs filmért járó Oscar-díjat.

## Etimológia
Mijazaki, aki a repülőgépek szerelmese, a stúdióját a Caproni Ca.309 Ghibli második világháborús olasz felderítő és szállító repülőgépről nevezte el.  A ghibli név a sirokkó szél arab nevéből származik. Azért esett a választás erre a névre, mert a stúdió „új szeleket kívánt fújni a japán animeiparban”.
Az arab qibli szó kezdőhangja zöngétlen nyelvcsap-zárhang, egy hátul a torokban képzett k hang.
Az olasz szó kezdőhangját a magyarral teljesen megegyezően g-nek ejtjük. Japán kiejtése magyar dz hanggal történik, de a nyelv egyéb sajátságai miatt az l r-re változik, és egy u toldalékhanggal bővül a szó: dziburi [dʑíbu͍ɾi] kiejtéseⓘ. Ez a stúdió nevének hivatalosan elismert kiejtése.

## Története
A Studio Ghiblit 1985 júniusában alapította Mijazaki Hajao és Takahata Iszao rendezők, illetve Szuzuki Tosio producer. A stúdió megalapítása előtt Mijazaki és Takahata is nagy karriert futott be a japán animációsfilm-iparban, együtt dolgoztak a Taijó no ódzsi: Horus no daibóken és a Panda Kopanda filmeken, Szuzuki pedig a Tokuma Shoten Animage mangamagazinjának egyik szerkesztője volt.
A stúdiót az 1984-es Nauszika – A szél harcosai sikerének hatására alapították, melyet Mijazaki rendezett a Topcraft stúdiójában. A film Mijazaki Kaze no Tani no Nausika című mangájának első két kötetét dolgozza fel, amelyet az Animage magazin publikált, ennek nyomán megnőtt az érdeklődés egy filmváltozat iránt. Szuzuki, aki szintén részt vett a film elkészítésében, Mijazakival megalapította a Studio Ghiblit, majd megkérték Takahatát is, hogy csatlakozzon.
A stúdió többnyire Mijazaki rendezésében készítette filmjeit, a második legtermékenyebb pedig Takahata lett (legnevesebb rendezése a Szentjánosbogarak sírja). Más rendezők is dolgoznak a stúdiónál, mint Kondo Josifumi, Morita Hirojuki és Mijazaki Goró. Hiszaisi Dzsó szerezte Mijazaki összes Studio Ghibli-filmjének zenéjét.
A Ghibli legtöbb művét a Toho forgalmazza Japánban, a nemzetközi forgalmazói jogot a The Walt Disney Company birtokolja, azon művek kivételével, amelyekre már a Disney előtt megvásárolták a jogokat. 2011. szeptember 7-e óta az észak-amerikai filmszínházi és nem filmszínházi forgalmazási jogokat GKids birtokolja, de az otthoni használatra való terjesztés jogai a Disneynél maradtak.
Az évek során szoros kapcsolat alakult ki a Studio Ghibli és az Animage magazin között, amely rendszeresen jelentet meg exkluzív cikkeket a stúdióról és munkatársairól a „Ghibli Notes” című rovatában. A Ghibli filmjei és más munkái rendszeresen szerepelnek a magazin címlapján. 1999 és 2005 között a Studio Ghibli a Tokuma Shoten, az Animage kiadójának leányvállalata volt.
2001 októberében nyílt meg a Ghibli Múzeum Tokióban. Itt megtekinthetők a Studio Ghibli filmjeiből és animációiból álló kiállítások, beleértve számos olyan kisfilmet, amely máshol nem elérhető.
A stúdió ismert a szigorú vágást tiltó politikájáról, amely a filmjeinek külföldi forgalmazására vonatkozik. Előzménye az volt, hogy a Nauszika – A szél harcosainak egy erősen megvágott változatát, a Warriors of the Windet adták ki az Egyesült Államokban. A „ne vágj” elv újra előtérbe került, amikor a Miramax társelnöke, Harvey Weinstein azt tanácsolta, hogy meg kellene vágni a A vadon hercegnőjét, hogy piacképesebb legyen. A szóbeszéd úgy tartja, hogy erre válaszul a Studio Ghibli producere egy autentikus katanát küldött egy tömör üzenettel: „Egy vágást se!” („No cuts”).
2008. február 1-jén a stúdiót 2005 óta vezető Szuzuki Tosio lemondott elnöki székéről és Hosino Kodzsi, a Walt Disney Japan korábbi elnöke vette át helyét. Szuzuki elmondta, hogy inkább saját kezűleg fejleszti filmjeit, mint producer, ahelyett, hogy ezt az alkalmazottaitól követelje. Szuzuki azért döntött Hosino mellett, mert már 1996 óta segített a Studio Ghibli filmjeinek értékesítésében, illetve közreműködött A vadon hercegnője Egyesült Államokban történő megjelentetésében. Szuzuki jelenleg a vállalatvezetőségnél dolgozik.
Két, a Ghibli Múzeum számára készített Studio Ghibli-kisfilm, a House Hunting és a Mon Mon the Water Spider 2011. március 26-án vetítésre került a Carnegie Hall Citywise Japan NYC Festivalon.
2012-ben jelentették be, hogy Takahata Iszao A bambuszgyűjtő öregember meséi című történet megfilmesítésén dolgozik, Mijazaki Hajao pedig belekezdett egy projektbe, melyben a legendás Mitsubishi A6M Zero vadászgéppel és tervezőjével, Horikosi Dzsiróval foglalkozik. Mijazaki filmje, a Szél támad 2013. július 20-án jelent meg, Takahata filmje, a Kaguya hercegnő története pedig 2013. november 23-án került a japán mozikba.
Mijazaki Hajao 2013. szeptember 1-jén jelentette be visszavonulását a Velencei Filmfesztiválon, melyet Hosino Kodzsi is megerősített.
2014. január 31-én jelentették be, hogy Mijazaki Goró fogja rendezni a stúdió első televíziós animesorozatát, a Szanzoku no muszume Roniát, Astrid Lindgren Ronja, a rabló lánya című művének feldolgozásával az NHK számára. A számítógép-animációs sorozat végül a Polygon Pictures-szel koprodukcióban készül és 2014 októberében volt a bemutatója.
2014 márciusában Szuzuki Tosio producerként visszavonult, és menedzserként dolgozik tovább a stúdiónál. Pozícióját Nisimura Josiaki vette át.
2014. augusztus 3-án Szuzuki Tosio bejelentette, hogy a Studio Ghibli egy „rövid szünetet” tart, hogy újraértékeljen és szerkezetátalakításba fogjon a Mijazaki visszavonulása nyomán kialakult helyzet miatt. Némi aggodalmát fejezte ki a cég jövőjét illetően.
2016-ban mutatták be A vörös teknős című filmet, amely az első olyan nyugati animációs film, melyen a Ghibli is dolgozott: a producere többek között Szuzuki Tosio, művészeti producere pedig Takahata Iszao volt.

## Művek

### Egész estés filmek
Bár a Nauszika – A szél harcosait gyakran a Studio Ghibli egyik filmének tekintik, a stúdió 1985-ös megalapítása előtt készült és jelent meg.
| Film                             | Bemutató           | Rendező              | Forgatókönyvíró                               | Producer                        | Zeneszerző                                                         |
| Mozifilmek                       | Mozifilmek         | Mozifilmek           | Mozifilmek                                    | Mozifilmek                      | Mozifilmek                                                         |
| -------------------------------- | ------------------ | -------------------- | --------------------------------------------- | ------------------------------- | ------------------------------------------------------------------ |
| Laputa – Az égi palota           | 1986. augusztus 2. | Mijazaki Hajao       | Mijazaki Hajao                                | Takahata Iszao                  | Hiszaisi Dzsó                                                      |
| Szentjánosbogarak sírja          | 1988. április 16.  | Takahata Iszao       | Takahata Iszao                                | Hara Tóru                       | Mamija Micsio                                                      |
| Totoro – A varázserdő titka      | 1988. április 16.  | Mijazaki Hajao       | Mijazaki Hajao                                | Hara Tóru                       | Hiszaisi Dzsó                                                      |
| Kiki – A boszorkányfutár         | 1989. július 29.   | Mijazaki Hajao       | Mijazaki Hajao                                | Mijazaki Hajao                  | Hiszaisi Dzsó                                                      |
| Yesterday – Vissza a gyerekkorba | 1991. július 20.   | Takahata Iszao       | Takahata Iszao                                | Szuzuki Tosio                   | Hosi Katz                                                          |
| Porco Rosso – A mesterpilóta     | 1992. július 18.   | Mijazaki Hajao       | Mijazaki Hajao                                | Szuzuki Tosio                   | Hiszaisi Dzsó                                                      |
| Pom Poko – A tanukik birodalma   | 1994. július 16.   | Takahata Iszao       | Takahata Iszao                                | Szuzuki Tosio                   | Kórjú, Vatanabe Manto, Ino Jóko, Gotó Maszaru, Furuszava Rjódzsiró |
| A könyvek hercege                | 1995. július 15.   | Kondó Josifumi       | Mijazaki Hajao                                | Szuzuki Tosio                   | Nomi Júdzsi                                                        |
| A vadon hercegnője               | 1997. július 12.   | Mijazaki Hajao       | Mijazaki Hajao                                | Szuzuki Tosio                   | Hiszaisi Dzsó                                                      |
| A Yamada család                  | 1999. július 17.   | Takahata Iszao       | Takahata Iszao                                | Szuzuki Tosio                   | Jano Akiko                                                         |
| Chihiro Szellemországban         | 2001. július 27.   | Mijazaki Hajao       | Mijazaki Hajao                                | Szuzuki Tosio                   | Hiszaisi Dzsó                                                      |
| Macskák királysága               | 2002. július 19.   | Morita Hirojuki      | Josida Reiko                                  | Szuzuki Tosio, Takahasi Nozomu  | Nomi Júdzsi                                                        |
| A vándorló palota                | 2004. november 20. | Mijazaki Hajao       | Mijazaki Hajao                                | Szuzuki Tosio                   | Hiszaisi Dzsó                                                      |
| Földtenger varázslója            | 2006. július 29.   | Mijazaki Goró        | Mijazaki Goró, Niva Keiko                     | Szuzuki Tosio                   | Terasima Tamija                                                    |
| Ponyo a tengerparti sziklán      | 2008. július 19.   | Mijazaki Hajao       | Mijazaki Hajao                                | Szuzuki Tosio                   | Hiszaisi Dzsó                                                      |
| Arrietty – Elvitte a manó        | 2010. július 17.   | Jonebajasi Hiromasza | Mijazaki Hajao, Niva Keiko                    | Szuzuki Tosio                   | Cécile Corbel                                                      |
| Kokuriko-zaka kara               | 2011. július 16.   | Mijazaki Goró        | Mijazaki Hajao, Niva Keiko                    | Szuzuki Tosio                   | Takebe Szatosi                                                     |
| Szél támad                       | 2013. július 20.   | Mijazaki Hajao       | Mijazaki Hajao                                | Szuzuki Tosio                   | Hiszaisi Dzsó                                                      |
| Kaguya hercegnő története        | 2013. november 23. | Takahata Iszao       | Takahata Iszao, Szakagucsi Riko               | Udzsiie Szeiicsiró              | Hiszaisi Dzsó                                                      |
| Amikor Marnie ott volt           | 2014. július 19.   | Jonebajasi Hiromasza | Jonebajasi Hiromasza, Niva Keiko, Ando Masasi | Nisimura Josiaki, Szuzuki Tosio | Muramacu Takacugu                                                  |
| Televíziós film                  |                    |                      |                                               |                                 |                                                                    |
| A tenger zúgása                  | 1993. május 5.     | Mocsizuki Tomomi     | Nakamura Kaori                                | Takahasi Nozomu                 | Nagata Sigeru                                                      |

### Animesorozatok
- Szanzoku no muszume Ronia (2014) (rendezője Mijazaki Goró, a Polygon Pictures-szel koprodukcióban készül)

### Kisfilmek
- Ghiblies (2000) (televíziós kisfilm)
- Kudzsiratori (2001) (a Ghibli Múzeumban volt látható)
- Film Guruguru (2001–2009) (filmsorozat, a Ghibli Múzeumban volt látható)
  - Kúszó no Kikaitacsi no Naka no Hakai no Hacumei (2002) (Anno Hideaki rendezte)
  - The Theory of Evolution (2009)
- Ghiblies Episode 2 (2002) (a Macskák királysága mozibemutatója előtt volt látható)
- Koro no daiszanpo (2002) (a Ghibli Múzeumban volt látható)
- Kúszó no szora tobu kikaitacsi  (2002) (a Ghibli Múzeumban volt látható)
- Mei to Konekobaszu (2002) (a Ghibli Múzeumban volt látható)
- Jadoszagasi (2005) (a Ghibli Múzeumban volt látható)
- Hosi vo katta hi (2005) (a Ghibli Múzeumban volt látható)
- Mizugumo Monmon (2005) (a Ghibli Múzeumban volt látható)
- Tanejamagahara no joru (2006) (megjelent DVD-n)
- Iblard Jikan (2007) (megjelent DVD-n és Blu-ray lemezen)
- Cyu Zumou (2010) (a Ghibli Múzeumban volt látható)
- Pandane to tamago hime (2010) (a Ghibli Múzeumban volt látható)
- The Treasure Hunt (2011) (a Ghibli Múzeumban volt látható)
- Giant God Warrior Appears in Tokyo (2012)

### Zenés videók
- On Your Mark (1995) (a Chage & Aska promóciós videója, rendezte Mijazaki Hajao)
- Portable Airport (2004) (a Studio Kajino zenés videója a Capsule együttes számára, rendezte Momosze Josijuki)
- Space Station No. 9 (2004) (a Studio Kajino zenés videója a Capsule együttes számára, rendezte Momosze Josijuki)
- Szoratobu Tosikeikaku (2005) (a Studio Kajino zenés videója a Capsule együttes számára, rendezte Momosze Josijuki)
- Doredore no uta (2005) (Haigou Meiko promóciós videója, rendezte Tanabe Osamu)
- Piece (2009) (Aragaki Jui promóciós videója, rendezte Momosze Josijuki)

### Reklámok
- "Szora iro no tane" (1992) (a Nippon TV televíziós spotja, rendezte Mijazaki Hajao)
- "Nandarou" (1992) (televíziós reklám a Nippon Television 40. évfordulójára, rendezte Mijazaki Hajao)
- "Hotaru no haku" (1996) (Kinyou Friday Roadshow televíziós spot, rendezte Kondó Josifumi)
- "Kinyou Roadshow Opening" (1997) (a Kinyou Roadshow nyitószáma, rendezte Kondó Josifumi))
- "www.TVshop1.com" (2000) (online vásárlási PR spot, rendezte Momosze Josijuki)
- "Umacha" (2001) (az Asahi üdítőitalainak televíziós reklámja Ucsijama Rina és Naitó Takasi hangjával)
- "Ghibli Museum Tickets" (2001) (Ghibli Múzeum reklámja a Mitakai megnyitóra, rendezte Mijazaki Hajao)
- "LAWSON Sen to Csihiro no kamikakusi" (2001) (a Lawson áruház reklámja, egyben a Chihiro Szellemországban DVD-jének népszerűsítése)
- "House Foods – The Cat Returns" (2002) (a House Foods termékeinek reklámja, amely a Macskák királyságát népszerűsíti)
- "Risona Bank" (2003) (a Resona Holdings bankjának televíziós reklámja)
- "O-ucsi de tabejou" (2003) (a House Foods nyári televíziós reklámja, rendezte Mijazaki Hajao és Momosze Josijuki)
- "O-ucsi de tabejou" (2004) (a House Foods téli televíziós reklámja, rendezte Momosze Josijuki)
- "KNB Yumedegi " (2004) (a Kitanihon Broadcasting televíziós spotja, rendezte Hasimoto Sindzsi)
- "Jomiuri Simbun – Kavaraban" (2004) (a Jomiuri Simbun lap televíziós reklámja)
- "Jomiuri Simbun – Dore Dore Hikkousi" (2005) (a Jomiuri Simbun lap televíziós reklámja)
- "Nisshin Seifun" (2010) (televíziós spot, animálta Szuzuki Tosio és Mijazaki Goró, rendezte Kondó Kacuja)
- "Jomiuri Simbun" (2010) (a Jomiuri Simbun lap televíziós reklámja, animálta Szugiura Sigeru, rendezte Mijazaki Goró)

### Videojátékok
- Magic Pengel, a Garakuda-Studióval és a Taitoval közösen (PlayStation 2; 2003)
- Ni no Kuni: Sikkoku no madósi, a Level-5-val közösen (Nintendo DS; 2010)
- Ni no Kuni: Wrath of the White Witch, a Level-5-val közösen (PlayStation 3; 2011)
- Ni no Kuni II: Revenant Kingdom, a Level-5-val közösen (PlayStation 4, Windows; 2018)

### Színpadi produkciók
- A vadon hercegnője

### Egyéb
Ezek a művek nem tartoznak a fenti kategóriák egyikébe sem. Mindegyik megjelent DVD-n Japánban a Ghibli Gakujutsu Library részeként. Több filmet az NHK is vetített.
- Szekai vaga kokoro no tabi (1998)
- Szekai vaga kokoro no tabi (1999) (dokumentumfilm Mijazaki Hajaóval, melyben Antoine de Saint-Exupéry nyomát követi)
- Lasseter-szan, arigató (2003) (köszönetvideó John Lasseter számára)
- Mijazaki Hajao Produce no icsimai no CD ha kósite umareta (2003) (Film Kamidzso Cunehikóról)
- Janagava horivari monogatari (2003) (animációs dokumentumfilm)
- Ócuka Jaszuo no ugokaszu jorokobi (2004) (dokumentumfilm Ócuka Jaszuo animátorról)
- Mijazaki Hajao to Ghibli Bidzsucukan (2005) (egy film, amelyben Mijazaki Goró és Takahata Iszao ellátogatnak a Ghibli Múzeumba)
- Dzsiburi no esokunin – Oga Kazuo ten – Totoro no mori o kaita hito (2007) (dokumentumfilm a Museum of Contemporary Art, Tokyo ünnepi kiállításáról, melynek központi témája Oga Kazuo munkássága)
- Ghibli no fúkei (2009) (Maju Curuta, Nacukava Jui és Szugimoto Tecuta dokumentumfilmje, mely végigköveti őket Európán és Japánon keresztül, miközben összevetik Mijazaki történeteit a valósággal és a vonzerővel, amely az inspirációt adta a filmjeihez.)
- Szuzuki Tosio no Ghibli Asemamire, 99 no kotoba (2009) (Összeállítás Szuzuki Tosio 49 interjújából, melyeket a Tokyo FM-en hallható Ghibli Asemamire című műsorában készített.)
- Joe Hisaishi in Budokan – 25 years with the Animations of Hayao Miyazaki (2009) (felvétel Hiszaisi Dzsó koncertjéről, amelyben számos darabot játszik a Studio Ghiblivel együttműködött 25 évéből)
- Ghibli no hondana (2011) (dokumentumfilm, amely Mijazaki és Takahata munkásságán és a Studio Ghiblin keresztül vizsgálja a gyermekirodalom hatását)

## Kapcsolódó művek

### Ghibli előtti művek
- Vanpaku ódzsi no orocsi taidzsi (1963) (Toei Animation, Takahata Iszao rendezőasszisztensként működött közre)
- Gulliver no ucsú rjokó (1965) (Toei Animation, Mijazaki Hajao volt az egyik fázisrajzoló)
- Mahócukai Sally (1966) (Toei Animation, kulcsrajzolói munkát végzett Mijazaki Hajao, Jokojama Micuteru mangasorozatán alapszik)
- GeGeGe no Kitaró (1968–1972) (Toei Animation, az első és a második sorozatot Takahata Iszao rendezte, Mizuki Sigeru mangasorozatán alapszik)
- Taijó no ódzsi: Horus no daibóken (1968) (Toei Animation, Takahata első rendezése, Mijazaki Hajao vezető animátor, ötletgazda és jelenettervezőként működött)
- Himicu no Akko-csan (1969) (Toei Animation, Ikeda Hirosi rendezte, Mijazaki főanimátor volt)
- A klasszikus Csizmás Kandúr (1969) (Toei Animation, Jabuki Kimio rendezte, Inoue Hiszasi írta Jumihiko Nakahara tanácsadása mellett, az animációt Ócuka Jaszuo, Kotabe Joicsi, Okujama Reiko, Kikucsi Takuo, Óta Akemi, Mijazaki Hajao és Daikubara Akira végezte)
- Mumin (1969) (Tokyo Movie Shinsha és Mushi Production, kulcsrajzolói munkát végzett Mijazaki Hajao)
- Dóbucu takaradzsima (1971) (Toei Animation, Ikeda Hirosi rendezte Mijazaki Hajao ötlete alapján, Mijazaki jelenettervező és vezető animátorként működött)
- Lupin III (1971) (1971) (Tokyo Movie Shinsha, a legtöbb epizódot Mijazaki Hajao és Takahata Iszao rendezte, a Monkey Punch eredeti mangáján alapszik)
- Panda kopanda (1972) (Tokyo Movie Shinsha, Takahata Iszao rendezte és Mijazaki Hajao írta)
- Heidi, a hegyek lánya (1974) (Zuiyo Eizo, a Nippon Animation elődje, Takahata Iszao rendezte)
- Flanders no inu (1975) (Nippon Animation, az animációs munkát Mijazaki Hajao végezte)
- Haha o tazunete szanzenri (1976) (Nippon Animation, Takahata Iszao rendezte, jelenet beállítás, tervezés: Mijazaki Hajao)
- Lupin III (1977) (1977) (Tokyo Movie Shinsha, két epizódot Mijazaki Hajao rendezett)
- Araiguma Raskar (1977) (Nippon Animation, kulcsrajzolói munkát végzett Mijazaki Hajao)
- Mirai sónen Conan (1978) (Nippon Animation, rendezte Mijazaki Hajao, két epizódot Takahata Iszao rendezett, az animációs munkákon számos későbbi Ghibli stábtag dolgozott)
- Akage no Anne (1979) (Nippon Animation, Takahata Iszao rendezte)
- III. Lupin: Cagliostro kastélya (1979) (TMS Entertainment, Mijazaki Hajao első rendezése)
- Tacu no ko Taró (1979) (Toei Animation, megalkotója Takahata Iszao)
- Dzsarinko Csie (1981) (Tokyo Movie Shinsha és Toho, Takahata Iszao rendezte)
- Space Adventure Cobra: The Movie (1982) (Tokyo Movie Shinsha, kulcsrajzolói munkát végzett Mijazaki Hajao)
- Szero hiki no Gauche (1982), (Oh! Production, Takahata Iszao rendezte)
- Sherlock Holmes, a mesterkopó (1984) (Tokyo Movie Shinsha, hat epizódot Mijazaki Hajao rendezett)
- Nauszika – A szél harcosai (1984) (Topcraft, a Studio Ghibli alapítói közül sokan dolgoztak a filmen)

### Közös művek más stúdiókkal
- Fusigi no Umi no Nadia (1990) (a sorozatot Anno Hideaki rendezte, megalkotója Mijazaki Hajao, a Gainax és a Group TAC gyártásában készült)
- Ozanari Dungeon (1991) (a TMS Entertainment OVA sorozata, az animációt a Studio Ghibli végezte)
- Neon Genesis Evangelion (1995–1996) (Anno Hideaki sorozata a Gainax and Tatsunoko Production gyártásában, a 11. epizódot a Studio Ghiblivel közösen készítették)
- Lupin III: Kutabare! Nostradamus (1995) (a TMS Entertainment mozifilmje, az animációt a Studio Ghibli végezte)
- Zorro legendája (1996–1997) (az Ashi Productions sorozata a Studio Ghiblivel közös gyártásban)
- Siki-Dzsicu (2000) (a Studio Kajino élőszereplős filmje, Anno Hideaki rendezésében)
- Satorare (Transparent: Tribute to a Sad Genius) (2001) (élőszereplős film Motohiro Kacujuki rendezésében és a Studio Ghiblivel közös produkcióban[19])
- Ghost in the Shell 2 – Ártatlanság (2004) (a Production I.G filmje a Studio Ghiblivel közös gyártásban)
- Mobile Suit Gundam Unicorn (2010) (a Sunrise OVA sorozata, melynek 3. epizódja a Studio Ghiblivel együttműködve készült)
- The Overcoat (N/A) (Yuri Norstein forgatás alatt álló filmje, melyet valószínűleg Szuzuki Tosio, a Studio Ghibli elnöke fog finanszírozni)
- A vörös teknős (2016) (a Wild Bunch-csal közös film, rendezője Michaël Dudok de Wit; az első nyugati animációs film melyen a Ghibli is dolgozott)

### Forgalmazott művek
Ezeket a nyugati (és egy japán) animációs filmeket a Studio Ghibli forgalmazza, így a Ghibli Museum Library jegyét viselik.
- Tücsök kalandok New Yorkban (1941) (amerikai film a Fleischer Studiostól)
- Konjok Gorbunok (1947) (orosz film Ivan Ivanov-Vano rendezésében)
- Állatfarm (1954) (angol film a Halas and Batchelortól)
- A hókirálynő (1957) (orosz film Lev Atamanov rendezésében)
- Margó a kisegér kalandjai (1976) (lengyel animációs filmsorozat Eugeniusz Kotowski rendezésében)
- A király és a madár (1980) (francia film Paul Grimault rendezésében)
- Kirikou és a boszorkány (1998) (francia-belga film Michel Ocelot rendezésében)
- Princes et princesses (1999) (francia film Michel Ocelottól)
- Belleville randevú (2002) (kanadai film Sylvain Chomet rendezésében)
- Fuju no hi (2004) (Kavamoto Kihacsiró tapasztalati animációs antológiája)
- Kirikou és a vadállatok (2005) (francia film Michel Ocelot rendezésében)
- Azur et Asmar (2006) (francia film Michel Ocelot rendezésében)
- Moya Iyubov (2006) (orosz film Alekszandr Petrov rendezésében)
- Az illuzionista (2010) (angol-francia film Sylvain Chomet rendezésében)
- Les Contes de la nuit (2011) (francia film Michel Ocelot rendezésében)
- Ráncok (2011) (spanyol film Ignacio Ferreras rendezésében)

### Egyéb közreműködések
- Crayon Sin-csan (1992) (Shin-Ei Animation) (fázisrajzolás)
- Emlékek (1995) (Studio 4°C) (együttműködés a Cannon Fodder-sorrend fényképezésénél)
- Fusigi júgi (1995–1996) (Studio Pierrot) (fázisrajzolás az 5., 6., 9-12., és 14. epizódban)
- Fire Emblem (1996) (Studio Fantasia és KSS) (fázisrajzolás az 1. epizódban)
- Kocsira Kacusika-ku Kameari kóen mae hasucudzso (1996) (Studio Gallop) (fázisrajzolás)
- Rekka no honó (1997–1998) (Studio Pierrot) (háttér)
- Case Closed: The Fourteenth Target (1998) (TMS Entertainment) (fázisrajzolás)
- PoPoLoCrois Monogatari (1998) (Bee Train és Production I.G) (fázisrajzolás a 3-6. epizódban)
- Kocsira Kacusika-ku Kameari kóen mae hasucudzso: The Movie (1999) (Studio Gallop) (fázisrajzolás)
- Cardcaptor Sakura: The Movie (1999) (Madhouse Studios) (különleges effektusok)
- Cardcaptor Sakura Movie 2: The Sealed Card (2000) (Madhouse Studios) (különleges effektusok)
- s-CRY-ed (2001) (Sunrise) (fázisrajzolás)
- Captain Kuppa (2001) (Bee Train) (fázisrajzolás)
- Azumanga Daioh (2002) (J.C.Staff) (háttér a 11. epizódban)
- Overman King Gainer (2002) (Sunrise) (fázisrajzolás a 26. epizódban)
- .hack//Liminality vol. 1: In the Case of Mai Minase (2003) (Bee Train) (fázisrajzolás)
- Fullmetal Alchemist (2003) (Bones) (fázisrajzolás)
- Monte Cristo grófja (2004) (Gonzo) (fázisrajzolás a 20. epizódban)
- InuYasha, a film 4. – A vörösen lángoló Haurai sziget (2004) (Sunrise) (háttér)
- Tennis no ódzsiszama – Futari no szamurai (2005) (Production I.G, NAS és Trans Arts) (fázisrajzolás)
- Immortal Grand Prix (2005) (Production I.G) (fázisrajzolás az 1. és 2. epizódban)
- Elemental Gelade (2005) (Xebec) (háttérmunkák a 2-6. és 9. epizódban)
- Tekkonkinkreet – Harcosok városa (2006) (Studio 4°C) (háttérrajz)
- Le Chevalier D’Eon (2006) (Production I.G) (digitális festés és fázisrajzolás az 1-3. és 6. epizódban)
- xxxHolic (2006) (Production I.G) (fázisrajzolás)
- Reideen (2007) (Production I.G és Tohokushinsha Film) (digitális festés és fázisrajzolás 1. epizódban)
- Gurren Lagann (2007) (Gainax) (befejező animáció az 1. epizódban és fázisrajzolás)
- Tecuvan Birdy (2008) (A-1 Pictures) (fázisrajzolás az 5. epizódban)
- Bónen no Zamned (2008) (Bones) (fázisrajzolás a 22-25. epizódban)
- Mobile Suit Gundam 00 (2008) (Sunrise) (fázisrajzolás a 4. és 9. epizódban)
- Sikabane hime: Aka (2008) (Gainax és Feel) (közbeeső asszisztálás a 2., 5., 8. és 10. epizódban)
- Tsubasa: Reservoir Chronicle: Spring Thunder (2009) (Production I.G) (fázisrajzolás)
- Fullmetal Alchemist: Testvériség  (2009) (Bones) (fázisrajzolás)
- Uszagi Drop (2011) (Production I.G) (fázisrajzolás 7., 8., 10. és 11. epizódban)
- Eijú denszecu VI: Szora no kiszeki (2011) (Kinema Citrus) (fázisrajzolás)
- s-CRY-ed Alteration Tao (2011) (Sunrise) (fázisrajzolás)
- Evangelion: 3.0 You Can (Not) Redo (2012) (Studio Khara) (fázisrajzolás)
- Berserk: Ógon dzsidai-hen III – Szurí kórin (2013) (Studio 4°C) (háttérmunkák)

## Fordítás
Ez a szócikk részben vagy egészben  a   Studio Ghibli című angol Wikipédia-szócikk ezen változatának fordításán alapul.  Az eredeti cikk szerkesztőit annak laptörténete sorolja fel. Ez a jelzés csupán a megfogalmazás eredetét és a szerzői jogokat jelzi, nem szolgál a cikkben szereplő információk forrásmegjelöléseként.